# Субботина, Надежда Дмитриевна
Надежда Дмитриевна Субботина (по мужу Мокиевская-Зубок; 1855, Елецкий уезд, Орловская губерния — после 1930, Москва) — русская революционерка, народница.
Дочь Софьи Александровны Субботиной, сестра Марии и Евгении Субботиных — русских революционерок, народниц.

## Биография
Дворянка Орловской губернии, дочь штабс-капитана в отставке, землевладельца Орловской губернии Дмитрия Павловича Субботина и дочери московского профессора Софьи Александровны (в девичестве Иовской). Родилась в Орловской губернии в 1855 году.
В 1868 году поступила в Московскую 1-ю женскую гимназию. В связи с отъездом за границу в 1873 году, гимназию не окончила. Вместе с матерью выехала за границу. Жила в Цюрихе, где слушала лекции по предметам философского факультета Цюрихского университета. Работала в наборной народнического журнала «Вперёд», вошла в женский кружок «Фричей».
Вернувшись в 1874 году в Россию по требованию правительства, жила в Петербурге. Затем поселилась в имении своих родителей в с. Подворгольском (Орловская губерния), где вела противоправительственную пропаганду среди крестьян.
Переехала в Орёл вследствие слежки полиции. В Орле была знакома с П. Г. Заичневским и его орловским кружком. Из Орла уехала в родительское имение в с. Беломестном, а затем с Л. Н. Фигнер — в Тетюши (Казанская губерния). Переехала в Казань, где была арестована 23 сентября 1874 года и отправлена в Елецкий тюремный замок. Привлечена к дознанию по делу о пропаганде в империи (процесс 193-х) за «подозрительный образ жизни, распространение среди воспитанниц Орловской женской гимназии идей о необходимости пойти в народ и за привоз из-за границы запрещённых книг». После освобождения из-под стражи подчинена надзору полиции. По Высочайшему повелению 19 февраля 1876 года это дело о ней разрешено в административном порядке с учреждением негласного надзора полиции.
До решения дела летом 1875 года уехала в Одессу, где участвовала в деятельности местной революционной организации — работала по организации транспортировки революционной литературы из-за границы. Затем переехала в Москву, вступила во «Всероссийскую социально-революционную организацию» и вела пропаганду. Арестована в Москве 7 августа 1875 года и привлечена к дознанию по делу о противоправительственной пропаганде (Процесс пятидесяти). Содержалась в Москве в помещении Рогожской полицейской части; затем — в Пугачёвской башне Бутырской тюрьмы. За участие в «бунте» заключённых переведена в Северную башню Бутырской тюрьмы, а затем этапирована в Дом предварительного заключения Санкт-Петербурга. Предана 30 ноября 1876 года суду Особого Присутствия Правительствующего Сената по обвинению в организации противозаконного сообщества, в участии в нём и в распространении печатных сочинений, имевших целью возбуждение к бунту и явному неповиновению верховной власти (Процесс пятидесяти).
Признана 14 марта 1877 года виновной в составлении в 1875 году противозаконного сообщества и приговорена к лишению всех прав и к ссылке на житье в Томскую губернию с воспрещением отлучек с места назначения в течение двух лет и выезда в другие губернии и области Сибири в течение 6-ти лет. После суда 17 июля 1877 года переведена из Дома предварительного заключения в Литовский замок и 27 июля 1877 года отправлена в Москву для дальнейшего следования к месту ссылки. В сентябре 1877 года водворена в Нарыме. Вследствие болезни переведена в Каинск. В июле 1880 года — в Томск, где вышла замуж за Степана Васильевича Мокиевского-Зубка.
Арестована в Томске 7 января 1881 года ввиду нахождения её имени в списке лиц, оказывающих помощь ссыльным — дело о «Красном Кресте» «Народной Воли». В 1889 году, по окончании срока ссылки, возвратилась в Европейскую Россию.
Член Всесоюзного общества бывших политкаторжан и ссыльнопоселенцев.

## Муж
- Мокиевский-Зубок, Степан Васильевич